# Каммаллери, Майкл
Майкл Э́нтони «Майк» Каммалле́ри (англ. Michael Anthony Cammalleri; 8 июня 1982, Ричмонд-Хилл, Онтарио, Канада) — канадский хоккеист, нападающий.
В 2001 году Майкл Каммаллери был выбран на драфте клубом НХЛ «Лос-Анджелес Кингз». Проведя в составе калифорнийского клуба 6 сезонов, перешёл в «Калгари Флеймз». В 2009 году заключил контракт с «Монреаль Канадиенс»,, где был одним из ассистентов капитана команды.
12 января 2012 года Каммаллери был обменян обратно в «Калгари Флеймз» вместе с правами на голкипера Карри Рямё и выбор в пятом раунде драфта-2012 на Рене Бурка, Патрика Холланда и выбор во втором раунде драфта-2013.
1 июля 2014 года подписал пятилетний контракт с «Нью-Джерси Девилз» на 25 миллион долларов. Летом 2017 года «Нью-Джерси» выкупил последние 2 года контракта, и Каммаллери подписал годовой контракт на $ 1 млн с «Лос-Анджелес Кингз». Уже 15 ноября был обменян в «Эдмонтон Ойлерз» на Юсси Йокинена.

## Статистика
| Легенда | Легенда                    | Легенда | Легенда                   | Легенда | Легенда    |
| ------- | -------------------------- | ------- | ------------------------- | ------- | ---------- |
| И       | Количество проведённых игр | Штр     | Штрафное время            | +/−     | Плюс-минус |
| Г       | Голы                       | П       | Голевые передачи          | О       | Очки       |
| -       | Статистика неизвестна      | —       | Статистика не учитывалась |         |            |

## Достижения

### Командные
Юниорская карьера
| Год  | Команда       | Достижение                     | Достижение |
| ---- | ------------- | ------------------------------ | ---------- |
| 1999 | Брамалеа Блюз | Чемпион OPJHL                  |            |
| 1999 | Брамалеа Блюз | Обладатель Кубка Дадли Хьюитта |            |

Студенческая карьера
| Год  | Команда           | Достижение   | Достижение |
| ---- | ----------------- | ------------ | ---------- |
| 2002 | Мичиган Вулверинс | Чемпион NCAA |            |

Международные
| Год  | Команда       | Достижение                                    | Достижение |
| ---- | ------------- | --------------------------------------------- | ---------- |
| 2001 | Канада (мол.) | Бронзовый призёр молодёжного чемпионата мира  |            |
| 2002 | Канада (мол.) | Серебряный призёр молодёжного чемпионата мира |            |
| 2007 | Канада        | Чемпион мира                                  |            |

### Личные
Юниорская карьера
| Год  | Команда       | Достижение                           | Достижение |
| ---- | ------------- | ------------------------------------ | ---------- |
| 1998 | Брамалеа Блюз | Новичок года OPJHL                   |            |
| 1999 | Брамалеа Блюз | Попадание в Сборную всех звёзд OPJHL |            |

Студенческая карьера
| Год  | Команда           | Достижение                                  | Достижение |
| ---- | ----------------- | ------------------------------------------- | ---------- |
| 2001 | Мичиган Вулверинс | Попадание первую Сборную всех звёзд CCHA    |            |
| 2002 | Мичиган Вулверинс | Попадание во вторую Сборную всех звёзд CCHA |            |
| 2002 | Мичиган Вулверинс | MVP турнира CCHA                            |            |

АХЛ
| Год  | Команда           | Достижение                                 | Достижение |
| ---- | ----------------- | ------------------------------------------ | ---------- |
| 2005 | Манчестер Монаркс | Участник Матча всех звёзд                  |            |
| 2005 | Манчестер Монаркс | Попадание во вторую Сборную всех звёзд АХЛ |            |
| 2005 | Манчестер Монаркс | Обладатель «Уилли Маршалл Эворд»           |            |

Международные
| Год  | Команда       | Достижение                                                 | Достижение |
| ---- | ------------- | ---------------------------------------------------------- | ---------- |
| 2002 | Канада (мол.) | Лучший снайпер молодёжного чемпионата мира                 |            |
| 2002 | Канада (мол.) | Лучший бомбардир молодёжного чемпионата мира               |            |
| 2002 | Канада (мол.) | Попадание в Сборную всех звёзд молодёжного чемпионата мира |            |
| 2002 | Канада (мол.) | Лучший нападающий молодёжного чемпионата мира              |            |
| 2002 | Канада (мол.) | MVP молодёжного чемпионата мира                            |            |

### Комментарии
1. ↑  Приз, вручаемый победителю чемпионата Центральной Канады в юниорском классе A